# Joaquín Estefanía
Joaquín Estefanía Moreira (Madrid, 12 de marzo de 1951) es un periodista español.

## Biografía
Licenciado en Ciencias Económicas y en Periodismo por la Universidad Complutense de Madrid, comienza su actividad profesional en 1974 como redactor en el diario Informaciones; poco después pasa a ser jefe de la sección de economía de la revista Cuadernos para el diálogo y redactor jefe del diario económico Cinco Días.
Más adelante se incorpora al diario El País, del que llega a ser director entre 1988 y 1993; de 1993 a 1996 es director de publicaciones del Grupo Prisa. Continúa escribiendo columnas sobre economía en El País. También ha escrito varios libros de contenido económico.
Entre 2007 y 2012 dirige la publicación anual del Informe sobre la Democracia en España de la Fundación Alternativas, de cuyo patronato es miembro.
Joaquín Estefanía está especialmente vinculado a Cantabria.

## Libros publicados
- La nueva economía: una exposición para comprender, un ensayo para reflexionar (1995)
- La nueva economía: la globalización (1996)
- El capitalismo (1997)
- Contra el pensamiento único (1998)
- Aquí no puede ocurrir: el nuevo espíritu del capitalismo (2000)
- El poder en el mundo (2000)
- Diccionario de la nueva economía (2001)
- Hij@, ¿qué es la globalización? (2002)
- La cara oculta de la prosperidad (2003)
- La mano invisible (2006)
- La larga marcha: medio siglo de política (económica) entre la historia y la memoria (2007)
- La economía del miedo (noviembre de 2011), ISBN 9788481099027, Editorial Galaxia Gutenberg.
- Estos años bárbaros (2015), ISBN 9788416252466, Editorial Galaxia Gutenberg
- Abuelo, ¿Cómo habéis consentido esto? (2017), ISBN 9788408167655, Editorial Planeta
- Revoluciones. Cincuenta años de rebeldía (1968-2018) (2018), Editorial Galaxia Gutenberg